# Gare de Straumsnes
La gare de Straumsnes est une gare ferroviaire de la ligne d'Ofot. Elle se situe à 13.76 km de Narvik.